# Hans-Peter Ferner
Hans-Peter Ferner (República Federal Alemana, 6 de junio de 1956) es un atleta alemán retirado especializado en la prueba de 800 m, en la que ha conseguido ser campeón europeo en 1982.

## Carrera deportiva
En el Campeonato Europeo de Atletismo de 1982 ganó la medalla de oro en los 800 metros, con un tiempo de 1:46.33 segundos, llegando a meta por delante del británico Sebastian Coe y del finlandés Jorma Härkönen (bronce).
Previamente había participado en el Campeonato Europeo de Atletismo de 1978 celebrado en Praga, pero no ganó ninguna medalla, fue eliminado en las series de 800 metros.